# Stanley (Virginie)
Pour les articles homonymes, voir Stanley.
Stanley est une municipalité américaine située dans le comté de Page en Virginie.
Selon le recensement de 2010, Stanley compte 1 689 habitants. La municipalité s'étend sur 1,43 mille carré (3,7 km2).
D'abord appelée Sands puis Marksville Station, la localité se développe grâce à l'arrivée du chemin de fer dans la vallée de Shenandoah en 1881. Stanley devient une municipalité en 1900.